# 穿着权
穿着权，又称适足穿着权，是被各种国际人权文书所认可的一种人权。穿着权与食物权、住房权同为最低生活保障权的一部分，受《经济、社会及文化权利国际公约》(ICESCR) 的第 11 条及《世界人权宣言》(UDHR) 的第 25 条认可。

## 受益者
穿着权属于最低生活保障权的一部分，因此被看作是使人民能生活在贫困线之上的保障之一。衣衫褴褛也确实是极度贫困的象征：
我们看到“乞丐”：流浪汉、瘾君子，还有“被遗弃的人”：老人、残疾人、“街头混混”，或是普通的穷人，他们禁受风吹日晒。他们的困境备受声讨、责备、厌恶与嘲笑，而宗教、道德与世俗的信仰却在告诫我们要以爱、慈善、怜悯、同情和正义之心回应他们。——史蒂芬·詹姆斯博士，A Forgotten Right? The Right to Clothing in International Law
为了说明穿着权的影响之深远，史蒂芬·詹姆斯博士 (Dr Stephen James) 提供了一份穿着权受益者的不完全清单。此清单列出了因缺少衣物而面临困境的社会群体，如：

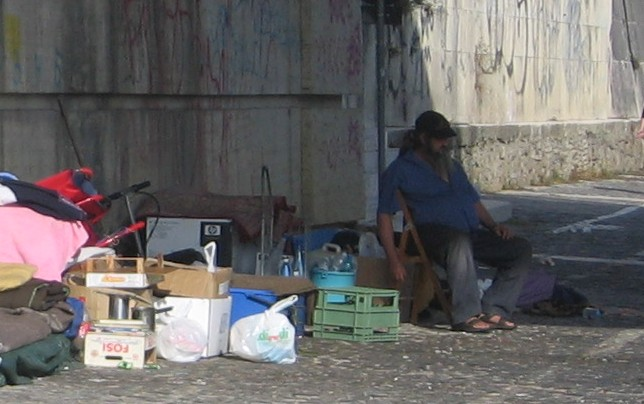
露宿者是因缺少衣物而面临困境的社会群体之一。

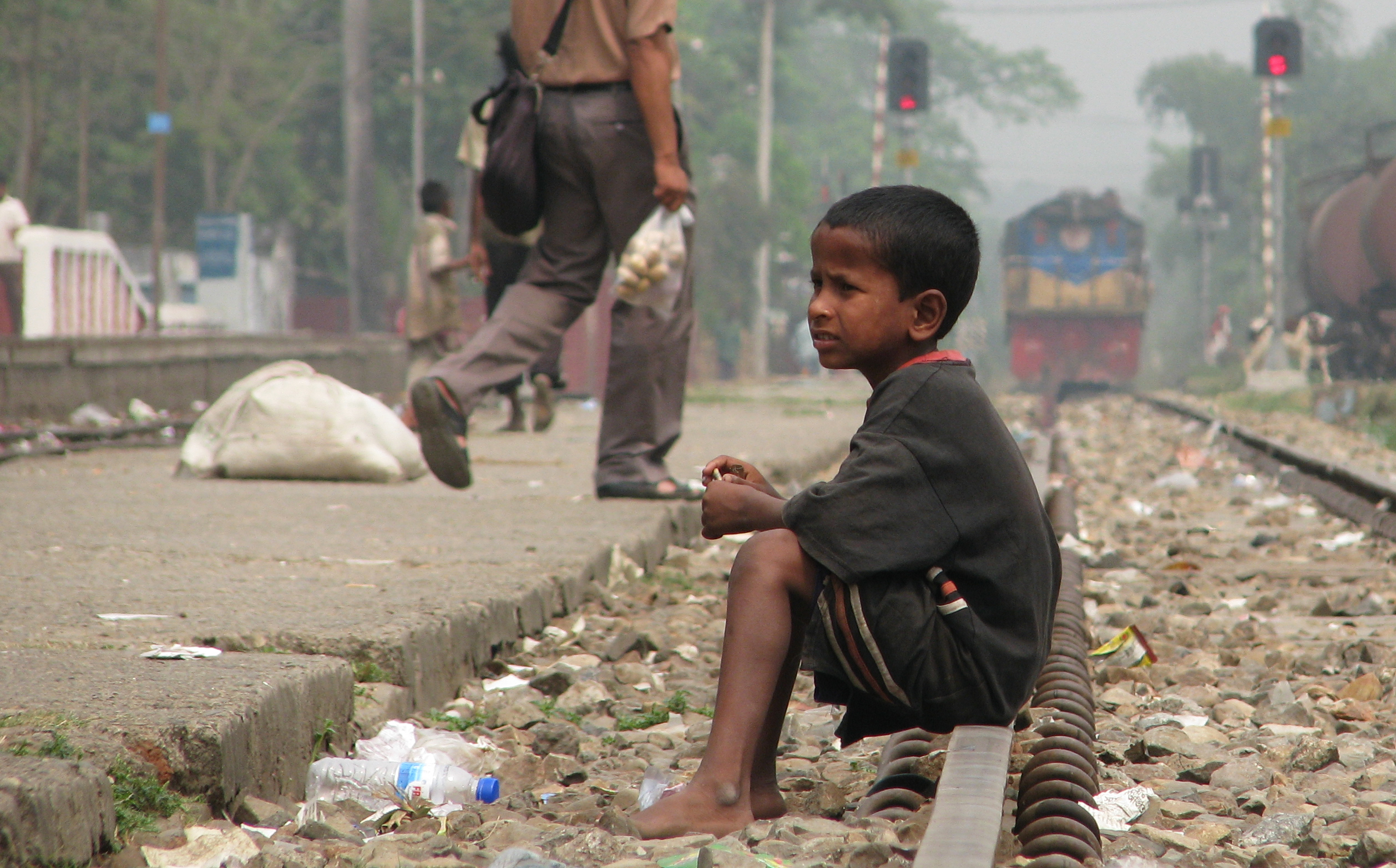
流浪儿同样面临困境。

- 穷人，含失业人士、就业难者，及工作贫穷人士
- 退休人士及其他依赖社保的人士
- 露宿者及其他没有适宜庇护所的人士
- 暂避于紧急住所的人士（例如妇女庇护所），无论是国立的还是私立的（含慈善住所）
- 老年人，无论居住于私人住所还是租房，或是国立/商业/慈善的疗养院、医院与收容所
- 严重精神疾病患者、智力或身体有缺陷者（无论独自居家、有家人或其它人陪伴，还是住于社区、中途之家、公立或私立医院及其他机构）
- 儿童及青少年，尤其是寄养机构、国家机构或看守所的孤儿及青少年罪犯
- 医院（或康复中心）中的病人、伤员，含治疗酗酒者及药物成瘾者
- 囚犯，无论还押与否
- 高危行业（例如化学工业与采矿业）或高压行业（例如血汗工厂）的工人，其生命与健康靠防护服来保障（含童工）
- 贫困条件下的原住民
- 难民及民工（特别是在黑市工作的“非法移民”）
- 自然灾害、国家内乱、国内及国际战争（含战俘）、种族灭绝迫害及其他严重动荡的受害者

## 认可
穿着权关注度的不足导致此权利的界限以及需求程度不明确。马修·克雷文 (Matthew Craven) 指出，保障最低限度的衣物才是必要的，这一点“极其重要，因为最低限度事关生存”。这一对“最小”或“适足”保障的需求体现在联合国儿童权利委员会 (CRC)、关注街童联合会的报告以及经济、社会和文化权利委员会 (CESCR) 的一系列“关于老年人 、残疾人士及工人的一般性意见”中。但是，目前对于“最小”或“适足”保障并无明确界定：经济、社会和文化权利委员会也极少对《经济、社会及文化权利国际公约》的缔约国就其穿着权的落实程度提出质疑。
关于难民享有穿着权的界限的学术讨论极其有限。詹姆斯·哈撒韦 (James Hathaway) 称，难民应有权得到适宜气候且适合他们理想工作的衣物。此外，难民不应被强迫穿着任何会招致侮辱和地域歧视的衣物。然而，难民应该有权利选择代表自己文化、国家或社会的衣物，这一权利受到《公民权利和政治权利国际公约》第 27 条保护。经济、社会与文化权利委员会则倾向于根据环境对适足穿着做出不同解读；目前，此权利在广义上还未被一般性意见纳入考虑。
在国家层面上，穿着权或多或少地已经被认可了几千年，但在国际舞台上，还未被广泛接受。穿着权得不到认可的原因尚不明确；一位作家提出，这可能是由于不同文化的需求不同。但是，这一解释被指“并不合理”：詹姆斯博士指出，“文化、环境及经济方面的不同确实对住房、健康，以及穿着，有着同等重要的影响，但这并不会阻碍相关国际法的制订。”马修·克雷文 (Matthew Craven) 于 1995 年总结道：
“穿着权虽然已经具体包含在公约之中，但却未引起委员会 [经济、社会和文化权利委员会] 及独立评论员的重视。委员会方面，其报告指南中没有提及衣着，也仅有个人成员偶尔对政府提出疑问。给人的印象是，政府并不会下大力管理衣着，委员会也认为其无足轻重。”——马修·克雷文，The international covenant on economic, social, and cultural rights : a perspective on its development
然而，詹姆斯博士也评论道：“...没有人能足够自信地说自己 [...] 不会缺少衣物。此权利具有重要的实际意义。它是基本的生存权利，而不是个装饰，更不是‘合法的荒谬之物’。” 他也呼吁进一步的讨论与学术评论，他说道：
在考虑国际法当中的最低生活保障权时，我们不应忘记穿着权。在缺少足够衣物的条件下，弱势群体的健康、尊严甚至生命 [...] 都会受到威胁。 [...] 经济、社会和文化权利委员会此前对《经济、社会及文化权利国际公约》第 11 条中其他权利的处理方式有着参考性的意义。毕竟，经济、社会和文化权利委员会已开始制订关于“适足”住房、健康、食物、饮用水等其他方面的标准，其中一些颇为详细。没有理由不对穿着权也制定类似的标准。——史蒂芬·詹姆斯博士，A Forgotten Right? The Right to Clothing in International Law

## 穿着权与其它人权的关联
穿着权是人性的基本体现，因此该权力自然与各种人权文书中的其它人权有所关联。

### 生命权
所有人都拥有基本的生命权，受《世界人权宣言》的第 3 条承认。然而，一旦人缺少适足衣物，便会更加暴露在自然环境下。没有温暖的衣着，一个人很可能会在严寒中死于低体温症；而过热的衣物则可能在酷暑或热带气候下导致中暑、脱水、疲倦。除此之外，衣物不足可增加紫外线的照射、加重过敏及皮肤病、使已患的病症恶化。
此外，《世界人权宣言》第 25 条及《经济、社会及文化权利国际公约》第 12 条所承认的医疗保障也会因衣物不足受到阻碍，尤其在治疗衣物及矫形鞋缺少或过于昂贵的情况下。

### 表达自由权
对于许多人来说，衣着都是一种重要的表达形式，《世界人权宣言》第 19 条认可这一点。严重残障人士可能会得不到适当的着装，因而不能理想地表现自己。此外，被迫穿着肮脏、破损、大小不适甚至极旧的衣物可能招致嘲笑与鄙视。 因为怕孩子穿着的衣物会被人嘲笑，所以家长可能不愿意把自己的孩子送到学校。 然而，应注意区分的是，有些人是被迫穿着破损、不适的衣物，而有些人是故意选择这种衣着，作为一种“时尚的表达”。

### 免受歧视权
衣物可以反映一个人的宗教信仰、民族性、国家及政治身份、文化、种族。穷人的衣着会反映其自身的贫穷。这种象征可能会招致歧视。此外，代表不同文化及宗教的衣物也可能招致歧视，并可使穿着者失去一些社会、经济、政治上的机遇。

### 免受酷刑和其他残忍、不人道或有辱人格的待遇或处罚权
“在医疗机构及院舍中，滥用信任、羞辱、虐待” 是很可能发生的。如果一个人得不到适足穿着，那么他很可能无法承受残忍、不人道或有辱人格的待遇或处罚。此种衣物的缺失也包括强制脱下衣物，如在看守所及监狱中。“在强权之下，任何人都可以被脱得一丝不挂，这种悲剧在监狱、战争、集中营中很常见。” 发生于伊拉克阿布格莱布监狱以及关塔那摩湾的案例证明了虐待会导致严重的精神疾病，包括创伤后心理压力紧张综合症，其源于强迫囚犯脱光衣服并在女性看守面前展览，还有强迫被拘留的男性穿着女性内衣。

### 引用
1. ↑  James 2008，第1頁.
2. 1 2  IHRC 2014.
3. 1 2  James 2008，第1-2頁.
4. ↑  James 2008，第3頁.
5. ↑  Craven 1995，第287頁.
6. ↑  CRC 2005.
7. ↑  CSC 2009.
8. ↑  CESCR 1996.
9. ↑  CESCR 1995.
10. ↑  CESCR 2000.
11. 1 2 3  James 2008，第4頁.
12. 1 2  Craven 1995，第349, 413頁.
13. ↑  Hathaway 2005，第503頁.
14. ↑  Hathaway 2005，第504頁.
15. ↑  Hathaway 2005，第504, footnote 1047頁.
16. ↑  James 2008，第23-24頁.
17. ↑  James 2008，第13-17頁.
18. 1 2  James 2008，第12頁.
19. 1 2  James 2008，第13頁.
20. ↑  Kornbluh 2007，第39–41頁.
21. 1 2 3  James 2008，第14頁.
22. ↑  Hess 2008.